# 미쉘 페더러
미셸 페더러(Michelle Federer, 1973년 12월 5일 ~ )는 미국의 배우이다.
셰이커하이츠에서 태어났다.

## 영화
- 킨제이 보고서 (2004)
- 플란넬 파자마 (2006, Flannel Pajamas) - 타라 역
- 레이첼, 결혼하다 (2008)
- 꿈은 브로드웨이로 간다 (2022)